# Lucas Boyé
Lucas Ariel Boyé, född 28 februari 1996, är en argentinsk fotbollsspelare som spelar för Granada. Han har även representerat det argentinska landslaget.

## Klubbkarriär
Den 13 maj 2021 värvades Boyé av Elche, där han skrev på ett treårskontrakt. Den 30 augusti 2023 värvades Boyé av Granada, där han skrev på ett fyraårskontrakt.

## Landslagskarriär
Boyé debuterade för Argentinas landslag den 26 mars 2022 i en 3–0-vinst över Venezuela, där han blev inbytt i den 88:e minuten mot Nicolás González.

## Meriter
River Plate
- Copa Sudamericana: 2014
- Recopa Sudamericana: 2015
- Copa EuroAmericana: 2015
- Copa Libertadores: 2015
- Suruga Bank Cup: 2015